# 紅板症
紅板症／赤板症（こうばんしょう／せきばんしょう）とは、粘膜が不可逆的に赤色斑を呈する状態を指す臨床病名である。
組織学的には通常重層扁平上皮の異形成を生じており、基底細胞の過形成と極性消失、N/C比増加、滴状型の上皮突起形成、核分裂像・核濃染の増加、細胞間結合低下などがみられる。白板症（を伴う異形成）の場合、これらに加えて角化亢進を起こしているのに対し、赤板症は角化を欠く。